# Agelanthus heteromorphus
Agelanthus heteromorphus är en tvåhjärtbladig växtart som först beskrevs av Achille Richard, och fick sitt nu gällande namn av R.M. Polhill & D. Wiens. Agelanthus heteromorphus ingår i släktet Agelanthus och familjen Loranthaceae. Inga underarter finns listade i Catalogue of Life.